# ريكاردو باتشيكو رودريغيز
ريكاردو باتشيكو رودريغيز (بالإسبانية: Ricardo Pacheco Rodríguez)‏ هو سياسي مكسيكي، ولد في 18 سبتمبر 1963 في المكسيك. حزبياً، نشط في الحزب الثوري المؤسساتي. وقد انتخب عضو مجلس الشيوخ من المكسيك وانتخب عضو مجلس النواب المكسيك.